# Real Betis Balompié 2004-2005
Questa pagina raccoglie i dati riguardanti il Real Betis Balompié nelle competizioni ufficiali della stagione 2004-2005.

## Stagione
Il Real Betis finisce al quarto posto in classifica e si qualifica alla UEFA Champions League 2005-2006.
Inoltre vince la Coppa del Re 2004-2005 battendo in finale per 2-1 l'Osasuna.

## Maglie e sponsor
- Kappa

## Rosa
| N. |                    | Ruolo | Calciatore              |
| -- | ------------------ | ----- | ----------------------- |
| 1  | Spagna (bandiera)  | P     | Toni Prats              |
| 2  | Spagna (bandiera)  | D     | Luis Fernández          |
| 3  | Uruguay (bandiera) | D     | Alejandro Lembo         |
| 4  | Spagna (bandiera)  | D     | Juanito                 |
| 5  | Spagna (bandiera)  | D     | David Rivas             |
| 6  | Spagna (bandiera)  | A     | Daniel Martín Alexandre |
| 7  | Spagna (bandiera)  | D     | Fernando Varela Ramos   |
| 8  | Spagna (bandiera)  | C     | Arzu                    |
| 9  | Spagna (bandiera)  | C     | Fernando                |
| 10 | Spagna (bandiera)  | C     | Juanjo Cañas            |
| 11 | Brasile (bandiera) | C     | Denílson                |
| 12 | Brasile (bandiera) | A     | Ricardo Oliveira        |
| 13 | Spagna (bandiera)  | P     | Pedro Contreras         |
| 14 | Spagna (bandiera)  | C     | Capi                    |
| 15 | Spagna (bandiera)  | C     | Jaime Pérez             |
| 17 | Spagna (bandiera)  | C     | Joaquín                 |

| N. |                    | Ruolo | Calciatore       |
| -- | ------------------ | ----- | ---------------- |
| 18 | Uruguay (bandiera) | D     | Washington Tais  |
| 19 | Spagna (bandiera)  | C     | Israel           |
| 20 | Brasile (bandiera) | C     | Marcos Assunção  |
| 21 | Spagna (bandiera)  | A     | Alfonso Pérez    |
| 22 | Italia (bandiera)  | D     | Paolo Castellini |
| 23 | Spagna (bandiera)  | C     | Benjamín         |
| 24 | Brasile (bandiera) | A     | Edú              |
| 25 | Spagna (bandiera)  | C     | Pablo Niño       |
| 26 | Spagna (bandiera)  | P     | Pablo Vargas     |
| 27 | Spagna (bandiera)  | D     | Melli            |
| 28 | Spagna (bandiera)  | A     | Tati             |
| 29 | Spagna (bandiera)  | D     | David Llano      |
| 30 | Spagna (bandiera)  | P     | Toni Doblas      |
| 31 | Spagna (bandiera)  | A     | Rafael Cabello   |
| 32 | Spagna (bandiera)  | D     | Óscar Tena       |
| 34 | Spagna (bandiera)  | D     | Isidoro          |

## Risultati

### Primera División
Girone d'andata
| Arbitro: | Lizondo Cortés |

|            |           |                |
| Juanlu 20’ | Marcatori | 45+3’ Fernando |

| Arbitro: | Teixeira Vitienes |

|         |           |                                              |
| Edù 50’ | Marcatori | 18’, 51’, 66’ Maxi Rodríguez 42’ Dani Garcia |

| Arbitro: | Muñiz Fernández |

|                                          |           |                   |
| Alosi 52’ Melli 71’ (aut.) Milosevic 81’ | Marcatori | 33’ Melli 63’ Edù |

| Arbitro: | Puentes Leira |

|                          |           |            |
| Juanito 37’ Fernando 57’ | Marcatori | 38’ Urzaiz |

| Arbitro: | Daudén Ibáñez |

|            |           |                 |
| Victor 77’ | Marcatori | 67’ R. Oliveira |

| Arbitro: | Carmona Mendez |

|         |           |             |
| Edù 30’ | Marcatori | 10’ Di Vaio |

| Arbitro: | Pino Zamorano |

|                 |           |             |
| R. Oliveira 30’ | Marcatori | 65’ Ronaldo |

| Arbitro: | Mejuto Gonzalez |

|  |           |                           |
|  | Marcatori | 49’ Rivas 76’ R. Oliveira |

| Arbitro: | Moreno Delgado |

|                |           |             |
| R. Oliveira 5’ | Marcatori | 42’ Gerardo |

| Albacete 6 novembre 2004, ore 22:00 CET 10ª giornata | Albacete     | 0 – 0 | Betis | Carlos Belmonte (13.000 spett.)\| Arbitro: \| Megia Dàvila \| |
| Arbitro:                                             | Megia Dàvila |       |       |                                                               |

| Arbitro: | Perez Lasa |

|                         |           |            |
| Edù 49’ R. Oliveira 69’ | Marcatori | 70’ Gerard |

| Arbitro: | Velasco Carballo |

|                  |           |                                |
| Rivera 6’ (rig.) | Marcatori | 28’ (rig.) R. Oliveira 82’ Edù |

| Arbitro: | Esquinas Torres |

|                      |           |            |
| R. Oliveira 20’, 40’ | Marcatori | 54’ Guayre |

| Arbitro: | Gonzalez Vazquez |

|               |           |  |
| Kovacevic 36’ | Marcatori |  |

| Arbitro: | Rubinos Perez |

|                         |           |               |
| Edù 28’ R. Oliveira 72’ | Marcatori | 87’ Arizmendi |

| Arbitro: | Teixeira Vitienes |

|                                |           |              |
| Dani Alves 3’ Javi Navarro 47’ | Marcatori | 44’ Fernando |

| Arbitro: | Iturralde Gonzalez |

|             |           |  |
| Joaquín 21’ | Marcatori |  |

| Arbitro: | Mejuto Gonzalez |

|           |           |  |
| Sávio 43’ | Marcatori |  |

| Arbitro: | Megía Dávila |

|              |           |  |
| Edù 27’, 86’ | Marcatori |  |

| Arbitro: | Pino Zamorano |

|                                               |           |  |
| Juanito 14’ Assunção 24’ R. Oliveira 44’, 47’ | Marcatori |  |

| Arbitro: | Rubinos Pérez |

|                                |           |                           |
| De la Peña 28’ Raúl Tamudo 81’ | Marcatori | 51’ Assunção 83’ Fernando |

| Arbitro: | Losantos Omar |

|                                        |           |           |
| Assunção 11’ Rivas 37’ R. Oliveira 81’ | Marcatori | 18’ Valdo |

| Arbitro: | Lizondo Cortés |

|                                       |           |                                      |
| Urzaiz 32’, 35’ Gurpegi 46’ Yeste 69’ | Marcatori | 4’, 24’, 82’ R. Oliveira 12’ Joaquin |

| Arbitro: | Daudén Ibáñez |

|                   |           |  |
| Assunção 38’, 56’ | Marcatori |  |

| Arbitro: | Turienzo Álvarez |

|                      |           |              |
| Baraja 29’ Mista 71’ | Marcatori | 13’ Assunção |

| Arbitro: | Iturralde González |

|                                          |           |         |
| Owen 10’ Roberto Carlos 40’ Helguera 62’ | Marcatori | 60’ Edú |

| Arbitro: | Rodríguez Santiago |

|                        |           |                             |
| Rivas 28’ Assunção 54’ | Marcatori | Vivar Dorado 15’ Pernía 48’ |

| Arbitro: | Esquinas Torres |

|               |           |                    |
| F. Baiano 25’ | Marcatori | 4’ Juanito 17’ Edú |

| Arbitro: | Pérez Burrull |

|                        |           |                   |
| Rivas 16’ Assunção 58’ | Marcatori | 74’ Mark Gonzalez |

| Arbitro: | Pino Zamorano |

|                                                   |           |                                  |
| Eto'o 16’ (rig.), 83’ (rig.) Van Bronkhorst 90+5’ | Marcatori | 12’, 62’ Joaquin 39’ R. Oliveira |

| Arbitro: | Megía Dávila |

|                         |           |                       |
| Edú 10’ R. Oliveira 31’ | Marcatori | 24’ Rivera 67’ Juanma |

| Villarreal 17 aprile 2005, ore 17:00 CET 32ª giornata | Villarreal      | 0 – 0 | Betis | La Ceramica (20.000 spett.)\| Arbitro: \| Muñiz Fernández \| |
| Arbitro:                                              | Muñiz Fernández |       |       |                                                              |

| Arbitro: | Teixeira Vitienes |

|                             |           |                                  |
| Joaquin 46’ R. Oliveira 53’ | Marcatori | 4’ Labaka 66’ Barkero 89’ Uranga |

| Arbitro: | Puentes Leira |

|              |           |          |
| Benayoun 62’ | Marcatori | 80’ Dani |

| Arbitro: | Miguel Pérez |

|                |           |  |
| R. Oliveira 6’ | Marcatori |  |

| Arbitro: | Mejuto González |

|                  |           |                             |
| Melli 53’ (aut.) | Marcatori | R. Oliveira 16’, 38’ (rig.) |

| Arbitro: | Turienzo Álvarez |

|                                          |           |                                |
| Juanito 52’ R. Oliveira 68’ Fernando 81’ | Marcatori | 35’ Sávio 90+3’ Óscar González |

| Arbitro: | Pérez Burrull |

|             |           |              |
| Pereyra 87’ | Marcatori | 52’ Assunção |

## Coppa del Re
| Alcalá de Guadaira 27 ottobre 2004, ore 21:30 2º Turno | Club Deportivo Alcalá | 2 – 4 (d.c.r.) | Betis | Francisco Bono (3.500 spett.)\| Arbitro: \| Turienzo Álvarez \| |
| Arbitro:                                               | Turienzo Álvarez      |                |       |                                                                 |

| Arbitro: | Iturralde González |

|  |           |                           |
|  | Marcatori | 31’ R. Oliveira 90’ Cañas |

| Arbitro: | Esquinas Torres |

|           |           |                                    |
| Rodri 46’ | Marcatori | 74’ Edú 76’ R. Oliveira 90’ Israel |

| Siviglia 19 gennaio 2005, ore 20:00 Ottavi di finale - Ritorno | Betis           | 0 – 0 | Mirandés | Benito Villamarin (10.000 spett.)\| Arbitro: \| Muñiz Fernández \| |
| Arbitro:                                                       | Muñiz Fernández |       |          |                                                                    |

| Arbitro: | González Vázquez |

|                              |           |                           |
| Juanito 22’ (aut.) Ollés 52’ | Marcatori | 15’ Fernando 74’ Assunção |

| Arbitro: | Undiano Mallenco |

|                                                     |           |                                           |
| Fernando 23’ Rivas 26’ R. Oliveira 58’ Assunção 85’ | Marcatori | 46’ Miki Albert 67’ Rubén Blaya 87’ Aarón |

| Siviglia 21 aprile 2005, ore 21:00 Semifinali - Andata | Betis         | 0 – 0 | Athletic Bilbao | Benito Villamarin (48.000 spett.)\| Arbitro: \| Daudén Ibáñez \| |
| Arbitro:                                               | Daudén Ibáñez |       |                 |                                                                  |

| Arbitro: | Megía Dávila |

|                                             |                      |                                                               |
| Del Horno Yeste Tiko Orbaiz Iraola Ezquerro | Tiri di rigore 4 – 5 | Assunção R. Oliveira Joaquín Denilson D. Lembo Luis Fernández |

| Arbitro: | Pérez Burrull |

|                           |           |            |
| R. Oliveira 73’ Dani 114’ | Marcatori | 82’ Aloisi |